# Tawfiq Ziyad
Tawfiq Ziyad (en árabe  توفيق زيّاد , en hebreo  תאופיק זיאד, Nazaret, 7 de mayo de 1922 – Valle del Jordán, 5 de julio de 1994) fue un poeta y político palestino.

## Biografía
Nacido en Galilea, estudió literatura en la Unión Soviética y al regresar a Palestina fue elegido alcalde de Nazaret en 1973 con el partido político Rakah. 
De joven se afilió al Partido Comunista de Israel y desde 1948 luchó política y literariamente a favor de los derechos de los palestinos. Fue miembro de la Knéset y alcalde de Nazaret durante 19 años, hasta su muerte en un accidente de coche en 1994. 
Zayid disfrutó de una gran popularidad y el 30 de marzo de 1976 lideró «el día de la tierra» (día de la Intifada Nacional) a pesar de la oposición de los comités locales. Literariamente, destaca por su poesía directa y representa un de los máximos exponentes de la obra lírica de la Resistencia palestina. Rotundo, poco ortodoxo, poderoso, su estilo contundente va dirigido a un interlocutor relacionado con su pueblo con objetivo de reivindicar justicia y libertad.